# Форбах (Немачка)
Форбах (њем. Vorbach) општина је у њемачкој савезној држави Баварска. Једно је од 38 општинских средишта округа Нојштат ан дер Валднаб. Према процјени из 2010. у општини је живјело 1.037 становника. Посједује регионалну шифру (AGS) 9374163.

## Географски и демографски подаци
Форбах се налази у савезној држави Баварска у округу Нојштат ан дер Валднаб. Општина се налази на надморској висини од 445 метара. Површина општине износи 13,5 km². У самом мјесту је, према процјени из 2010. године, живјело 1.037 становника. Просјечна густина становништва износи 77 становника/km².